# Štôlska dolina
Die Štôlska dolina (älter slowakisch Suchá dolina oder Dolina Suchej vody; deutsch Stollental, Dürrental oder Trockental, ungarisch Stólai-völgy oder Száraz-völgy, polnisch Dolina Stwolska oder Dolina Sucha) ist ein kleines Tal in der Slowakei auf der südlichen Seite der Hohen Tatra.

## Beschreibung und Abgrenzung
Das Tal ist etwa fünf Kilometer lang und der Talabschluss liegt am 2168 m n.m. hohen Sattel Lúčne sedlo an der westliche Rippe des südlichen Gipfels von Končistá. Der obere, nach Süden orientierte Teil bis zum Wanderweg Tatranská magistrála ist etwa 1,5 Kilometer lang, danach wendet es sich nach Südosten und hat im 3,5 Kilometer langen unteren Teil eher den Charakter einer sanften Depression.
Die Štôlska dolina grenzt im Osten, durch den Seitengrat von Končistá getrennt, an das Tal Batizovská dolina, im Norden an das Zlomiská-Tal im Talsystem von Mengusovská dolina und über einen südlichen Rücken des Bergs Tupá das Tal Dolina Veľkej hučavy im Westen.

## Gewässer
Das Tal weist keine ständigen Fließgewässer oder Bergseen auf, auch wenn stellenweise plätschernde Wassergeräusche zu hören sind und unterhalb der Magistrale ein Bachbett sichtbar ist.

## Name
Der Name des Tals leitet sich vom Namen der Gemeinde Štôla (deutsch Stollen) ab, die ab dem 13. Jahrhundert zum sogenannten Großherrschaftsgut von Batizovce (deutsch Botzdorf) gehörte. Der Gemeindename ist von einstiger Bergbauaktivität in der Gegend abgeleitet worden.
Die einstigen Namen Suchá dolina oder Dolina Suchej vody mit deutschen Entsprechungen Dürrental oder Trockental weist auf das Fehlen eines ständigen Fließgewässers im Tal hin.

## Tourismus
Quer durch das Tal verläuft der rot markierte Wanderweg Tatranská magistrála auf der Teilstrecke zwischen den Bergseen Popradské pleso und Batizovské pleso. Von Vyšné Hágy heraus führt durch den unteren Teil des Tals ein gelb markierter Wanderweg, der die Tatranská magistrála im benachbarten Tal Batizovská dolina trifft.